# Trockener Sommer
Trockener Sommer ist ein türkischer Spielfilm Metin Erksans aus dem Jahr 1964, der bei den Internationalen Filmfestspielen Berlin von 1964 den Hauptpreis gewann. Er basiert auf der gleichnamigen Erzählung von Necati Cumalı aus dem Jahr 1962.
Der Film wurde ab 2008 in einer von Martin Scorseses World Cinema Foundation restaurierten Fassung erneut auf internationalen Festivals gezeigt.

## Handlung
Der Film spielt in einem Dorf in der Ägäisregion, in dem die Dorfbewohner vom Tabakanbau leben. Für die Männer des Dorfes gibt es zwei wichtige Dinge, die es zu besitzen gilt, nämlich Wasser und Frauen. Der Besitz beider gilt für die Männer als Ehre und ist nicht einfach. Dabei spielt Geld eine wichtige Rolle, denn der mittellose Mann wird sich die Kontrolle über Wasser mit Waffengewalt erringen und seine Frau wird er entführen, da er nicht das başlıkparası (Brautgeld) bezahlen kann.
Als Hasan, der mit Bahar verheiratet ist, ins Gefängnis muss, macht sich sein älterer Bruder Osman daran, Hasans Frau zu bekommen. Osman will damit auch die Wasservorkommen auf deren Grundstück unter Kontrolle bringen. Bahar, eine typische anatolische Frau, lässt sich das immer stärker werdende Werben Osmans nicht gefallen. Nachdem sie aber die Nachricht vom vermeintlichen Tod ihres Mannes im Gefängnis erhalten hat, gibt sie Osmans Werben schließlich nach.
Nach einer Generalamnestie kommt Hasan aus dem Gefängnis und erfährt auf seinem Heimweg von den Geschehnissen. Bei dem anschließenden Duell zwischen den Brüdern wird Bahar von Osman angeschossen.

## Besetzung
Bis auf die drei Hauptdarsteller Ulvi Doğan, Erol Taş und Hülya Koçyiğit sind alle im Film vorkommenden Personen die Bewohner des Dorfes. Die Geschichte des Filmes ereignete sich einige Jahre vor den Dreharbeiten tatsächlich in diesem Dorf.

## Kritiken
„Eine urwüchsige Erzählung, die freskenartig, klar und unmittelbar mit Gefühl und Kraft gestaltet wurde.“

„Dry Summer is a film of passion. A passion for water as well as the obsessive passion created by forbidden love. Who does water belong to? Can anyone actually own this fundamental life element, “the blood of the earth” as the director describes it?
Here is a film that, in the 45 years since it was made, has lost none of its universal qualities, none of its relevance, particularly today when wars and rebellions are waged because of droughts. Dry Summer is an important piece of cinema because it is unlike any other film made at the time and its narrative is strikingly original.  
Dry Summer is a take on the Cain and Abel story… It is a contemporary version of the tragedy that scarred humanity thousands of years ago. And another version of the film’s story was to unfold in real life simply because the film was made. Dry Summer is a film of captivity... 
Authorities at the time objected to Dry Summer representing Turkey overseas, which presented all kinds of obstacles when the film came to the Berlin Film Festival. The film walked away with the Golden Bear, but before success could even be celebrated it was ‘taken captive’ and completely forgotten for the next 45 years. Today, in these times of intellectually dry summers, when greed is driving humanity to the brink of starvation, this film could hardly be more valid. Dry Summer is one of the most important legacies of Turkish cinema.“

„Mit erstaunlichem Mut hat der junge Produktionschef Ulvi Doğan ein Problem seines Landes angefaßt. Wer Anatolien kennt, wird doppelt erstaunt sein darüber, mit welch objektiven Augen hier das einfache Leben geschildert wurde […] Der türkische Meisterregisseur İsmail Metin schildert hervorragend von dem Kameramann Ali Uğur unterstützt den Kampf der Dorfbewohner gegen den hartgesottenen Menschenfeind Osman.“

„Ein überwiegend plakativer Film, naiv und banal erzählt als eine Art Volksstück. Interessant allenfalls durch die Einblicke in das triste Leben der Menschen in Anatolien.“

## Auszeichnungen

### Film
- Goldener Bär von 1964
- Goldener Maya von 1964 des Acapulco International Film Festival
- Nominierung zum Oscar/Bester fremdsprachiger Film von 1964

### Darsteller
- Hülya Koçyiğit als beste weibliche Darstellerin des Jahres 1964 in der Türkei
- Erol Taş als bester männlicher Darsteller des Jahres 1964 in der Türkei
- Metin Erksan den Merito Biennale der Internationalen Filmfestspiele von Venedig